# 克特利娜·波諾爾
克特利娜·波诺尔（羅馬尼亞語：Cătălina Ponor，1987年8月20日—），羅馬尼亞體操運動員。
2004年雅典奧運會平衡木、自由體操金牌得主。並與隊友莫妮卡·羅舒、亚历山德拉·埃雷米亚、尼科莱塔·达妮埃拉·绍夫罗涅、瓦娜·巴恩一起，勇奪羅馬尼亞史上第三次的奧運女子體操團體冠軍。
2012年倫敦奧運會，久休復出的卡緹琳娜·波諾爾協助羅馬尼亞隊獲得女子體操團體季軍。個人項目方面，獲得自由體操銀牌，難度分6.2，完成分達到9.0，總分15.200分。平衡木原本是第三名，美國選手萊斯曼經過申訴，總成績提高0.1分，所以與波諾爾的分數相同，比較完成分（E分）之後，退至第四名。
羅馬尼亞是女子組體操的強國之一，但是在2015年的世界體操錦標賽團體項目，竟然連決賽都沒有進入，所以就失去里約奧運會的參賽資格了。而波諾爾通過奧運會選拔賽的測試，得以參加里約奧運會，最後獲得平衡木第七名，而自由體操無緣決賽。2022年入選國際體操名人堂。